# Joan Kirner
Pour les articles homonymes, voir Kirner.
Joan Elizabeth Kirner (née Hood le 20 juin 1938 à Melbourne et morte le 1er juin 2015 dans la même ville d'un cancer de l'œsophage), est une femme politique australienne, qui a été la 42e Premier ministre du Victoria, la première femme à occuper ce poste pendant deux ans avant le raz-de-marée électoral qui portera les libéraux au pouvoir.

## Biographie
Joan Kirner est née à Melbourne et a fait ses études supérieures à l'Université de Melbourne, où elle a obtenu un diplôme de lettres et d'enseignante. Elle a enseigné dans des écoles publiques et s'est montrée active dans les organisations scolaires et parentales. En 1960, elle a épousé Ron Kirner, avec qui elle a trois enfants. Elle a été présidente des associations de parents d'élèves du Victoria, un lobby influent de l'enseignement, de 1971 à 1977, avant d'en prendre la direction de 1978 à 1982. Elle a été membre de plusieurs organes consultatifs sur l'éducation.

## Carrière politique
J. Kirner rejoint le parti travailliste australien en 1978 et devient membre de son aile gauche. En 1982, elle est élue au conseil législatif, la Chambre haute du Parlement du Victoria. En 1985, elle entre au gouvernement travailliste de John Cain et devient ministre de la protection de la nature. Elle fait voter la Fauna and Flora Guarantee Act), la première loi australienne sur la protection des espèces rares. 
En association avec Heather Mitchell de la fédération des agriculteurs du Victoria, elle joue un rôle dans la formation des premiers groupes Landcare. 
Aux élections de 1988, J. Kirner devient députée de Williamstown et devient ministre de l'Éducation. À ce poste, elle effectue une série de réformes controversées qui aboutissent à un nouveau système d'évaluation, le Victorian Certificate of Education (VCE).

## Premier ministre
Un peu plus tard, en 1988, elle devient vice-premier ministre. Lorsque Caïn démissionne après avoir été lâché par une partie de ses appuis politiques en août 1990, elle devient chef du Parti travailliste du Victoria et par suite la première femme Premier ministre de l'État. 
À cette époque, le gouvernement travailliste était en crise profonde, avec certaines institutions financières étatiques au bord de la faillite, un déficit budgétaire monstrueux et un parti travailliste profondément divisé sur la façon de répondre à la situation. Le parti espère que la nomination d'une femme populaire comme nouveau chef du gouvernement améliorera sa position mais Kirner n'a jamais réussi à prendre le contrôle de la situation dans laquelle l'État était plongé. 
Une partie de la presse locale a réagi avec hostilité à la nomination d'un premier ministre de l'aile gauche du parti, la qualifiant de «Mère Russie» et autres noms péjoratifs. Elle a été raillée tantôt qualifiée de sinistre commissaire politique, tantôt de femme au foyer mal fagotée dans une robe à pois. Elle fit face imperturbablement et finit par gagner progressivement un certain respect, même si elle ne sera jamais en mesure de rétablir la position du gouvernement. 
Au cours des années 1991 et 1992, Kirner a pris plusieurs décisions pour réduire les dépenses publiques et augmenter les recettes. Certaines d'entre elles sont vivement condamnées par les syndicats et certains membres du gouvernement. Parmi ses conseillers à ce moment-là figure Steve Bracks, qui plus tard deviendra député de Williamstown puis Premier ministre en 1999. 
En octobre 1992, Kirner doit faire face à une élection que les sondages d'opinion ne lui donnent aucune chance de gagner. Elle est restée personnellement plus populaire que le chef de l'opposition libérale, Jeff Kennett, mais l'électorat a accepté le thème de campagne de Kennett qui accuse le Parti travailliste d'être le "responsable" des difficultés financières de l'État et les libéraux vont remporter une très large victoire.
Kirner devint chef de l'opposition pour une courte période, puis démissionna. Elle a pris sa retraite parlementaire en 1994.